# Lynn Loyns
Lynn Loyns (Naicam, 21 febbraio 1981) è un ex hockeista su ghiaccio canadese che ha militato come attaccante. Vanta 34 presenze in National Hockey League.

## Carriera
Loyns giocò a livello giovanile nella Western Hockey League vestendo per quattro stagioni la maglia degli Spokane Chiefs. Totalizzò 214 punti in 297 partite disputate, tuttavia concluse la propria esperienza senza essere stato selezionato all'NHL Entry Draft.
Nel 2001 Loyns esordì nel mondo professionistico firmando un contratto con l'organizzazione dei San Jose Sharks. Vi rimase per due stagioni e mezzo giocando soprattutto in American Hockey League con il farm team dei Cleveland Barons ma nella stagione 2002-03 ebbe anche la possibilità di esordire in National Hockey League disputando 21 partite e segnando tre reti, una contro i Detroit Red Wings e le altre due contro i Los Angeles Kings.
A metà della stagione 2003-04 fu ceduto ai Calgary Flames in cambio di una scelta del Draft 2004 e giocò per loro 12 partite. A causa del lockout che cancellò la stagione 2004-05 Loyns rimase ancora in AHL presso il farm team dei Lowell Lock Monsters, mentre nella stagione 2005-2006 trascorse l'intera stagione con la maglia degli Omaha Ak-Sar-Ben Knights eccetto un'ultima apparizione in NHL con Calgary.
Nel 2006 si trasferì in Europa dopo essere stato ingaggiato dai Krefeld Pinguine, formazione tedesca della Deutsche Eishockey Liga; in quattro anni giocò 181 partite totalizzando 100 punti. Nella stagione 2010-11 si trasferì in Italia nella Serie A con la maglia del Val Pusteria. Con la maglia dei Lupi giunse fino alla finale per lo Scudetto e vinse inoltre la Coppa Italia.
Dopo una breve e sfortunata esperienza in Austria con il Villach Loyns concluse la stagione 2011-12 ritornando in DEL con i DEG Metro Stars.  L'anno successivo giocò per mezzo campionato con i Ravensburg Towerstars nella seconda serie tedesca, la 2. Eishockey-Bundesliga.
Loyns concluse la propria carriera nella stagione 2013-2014 giocando nella EIHL con i Nottingham Panthers, stabilendo il proprio record di punti in una stagione regolare, 31 in 44 giornate, e conquistando il titolo della Challenge Cup.

## Palmarès

### Club
- Coppa Italia: 1

Val Pusteria: 2010-2011
- EIHL Challenge Cup: 1

Nottingham: 2013-2014